# Cacia bispinosa
Cacia bispinosa är en skalbaggsart som beskrevs av Aurivillius 1911. Cacia bispinosa ingår i släktet Cacia och familjen långhorningar. Inga underarter finns listade.